# Прыжки в воду на летних Олимпийских играх 2024 — синхронная вышка, 10 метров (женщины)
Соревнования по синхронным прыжкам в воду с 10-метровой вышки среди женщин на летних Олимпийских играх 2024 года прошли 31 июля 2024 года в Парижском Акватик Центре. 

## Формат соревнований
Соревнования проводятся один круг, в котором каждая пара выполняет по пять прыжков. По крайней мере один прыжок должен относиться к одной из пяти групп (из передней стойки с вращением вперед; из задней стойки с вращением назад; из передней стойки с вращением назад; из задней стойки с вращением вперед;  с вращением вокруг продольной оси (с винтами)). Первым двум прыжкам присвоен фиксированный коэффициент сложности 2,0, независимо от их исполнения. Остальным четырем прыжкам присваивается коэффициент сложности, основанный на исходном положении, разбеге, отталкивании, прыжке (полёте), входе в воду. Уровень сложности прыжков не ограничен. Подсчет очков производится коллегией из одиннадцати судей, пять из которых оценивают синхронность, а три – исполнение каждого отдельного прыжка. За каждый прыжок каждый судья выставляет оценку от 0 до 10 с шагом в 0,5 балла. Верхняя и нижняя оценки за синхронность, а также верхняя и нижняя оценки за исполнение для каждого спортсмена не учитываются. Оставшиеся пять баллов суммируются, умножаются на 3/5 и коэффициент сложности, образуя итоговую оценку за прыжок. Шесть оценок за прыжки суммируются, чтобы получить итоговый результат пары.

## Расписание
Время местное (UTC+2)
| Дата           | Время | Этап  |
| -------------- | ----- | ----- |
| Среда, 31 июля | 11:00 | Финал |

## Призёры
| Золото                            | Серебро                       | Бронза                                                    |
| Китай · Чэнь Юйси · Цюань Хунчань | КНДР · Ким Ми Рэ · Чо Джин Ми | Великобритания · Андреа Спендолини-Сириэкс · Луис Тоулсон |

## Результаты
| Место | Спортсмены                             | Страна         | Баллы    | Баллы    | Баллы    | Баллы    | Баллы    | Баллы  | Баллы |
| Место | Спортсмены                             | Страна         | Прыжок 1 | Прыжок 2 | Прыжок 3 | Прыжок 4 | Прыжок 5 | Сумма  |       |
| ----- | -------------------------------------- | -------------- | -------- | -------- | -------- | -------- | -------- | ------ | ----- |
| 1     | Чэнь Юйси Цюань Хунчань                | Китай          | 56,40    | 54,60    | 80,10    | 85,44    | 82,56    | 359,10 |       |
| 2     | Ким Ми Рэ Чо Джин Ми                   | КНДР           | 46,80    | 46,20    | 69,30    | 75,84    | 77,76    | 315,90 |       |
| 3     | Андреа Спендолини-Сириэкс Луис Тоулсон | Великобритания | 48,60    | 48,60    | 60,30    | 69,12    | 77,76    | 304,38 |       |
| 4     | Кели Маккей Кейт Миллер                | Канада         | 49,20    | 44,40    | 69,30    | 68,16    | 68,16    | 299,22 |       |
| 5     | Габриэла Агундес Алехандра Ороско      | Мексика        | 47,40    | 47,40    | 67,50    | 62,40    | 72,96    | 297,66 |       |
| 6     | Дилейни Шнелл Джессика Парратто        | США            | 46,20    | 43,80    | 61,20    | 70,08    | 66,24    | 287,52 |       |
| 7     | София Лыскун Ксения Байло              | Украина        | 48,00    | 48,00    | 59,64    | 68,16    | 61,20    | 285,00 |       |
| 8     | Жад Жилле Эмили Халлифакс              | Франция        | 47,40    | 45,00    | 53,76    | 37,80    | 50,88    | 234,84 |       |